# Jun Tanaka (Kunsthistoriker)
Jun Tanaka (* 27. Februar 1960 in Miyagi) ist ein japanischer Kunsthistoriker an der Universität Tokio in der Abteilung für interdisziplinäre Kulturstudien. Er vertritt auch die Ideengeschichte.
Tanaka promovierte in Kunstgeschichte an der Universität Tokio. Seine Interessen richteten sich auf die deutsche Avantgarde der Zwischenkriegszeit (Kurt Schwitters, Gilbert Clavel), die moderne Architektur (Ludwig Mies van der Rohe, Adolf Loos), Theorie und Praxis urbaner Imagination (Großstadtlyrik, Passagenwerk von Walter Benjamin, Aldo Rossi, W.G. Sebald),  eine vergleichende Geschichte der politischen Ästhetik (Hans Jürgen Syberberg, Carl Schmitt, Yukio Mishima, Bunso Hashikawa, Otto Höfler, Georges Dumézil, Giuseppe Terragni), vor allem aber zu Aby Warburg und seinem Bildatlas Mnemosyne.
Er erhielt 2010 den Philipp Franz von Siebold-Preis.

## Schriften
- Historische Erfahrung bei Aby Warburg. In: ders. mit Felix Jäger, Yasuhiro Sakamoto (Hrsg.): Bilder als Denkformen. Bildwissenschaftliche Dialoge zwischen Japan und Deutschland. Berlin 2020. ISBN 9783110582406